# 啊 薄野 / 地球孕育了今天的愛
《啊 薄野 / 地球孕育了今天的愛》（嗚呼 すすきの / 地球は今日も愛を育む）是日本女子偶像組合S/mileage的第17張單曲，於2014年8月20日由hachama發售。

## 概要
- 《啊 薄野 / 地球孕育了今天的愛》是S/mileage第四張2A單曲。此單曲是最後一張以S/mileage名義發行的單曲。
- 此單曲共有6個版本，分別為「初回生產限定盤A - D」和「通常盤A - B」。「初回生產限定盤A」收錄了《啊 薄野》的PV；「初回生產限定盤B」收錄了《地球孕育了今天的愛》的PV和製作花絮（Making）；「初回生產限定盤C」收錄了《啊 薄野》、「初回生產限定盤D」收錄了《地球孕育了今天的愛》的PV和製作花絮（Making）。
- A面曲《地球孕育了今天的愛》收錄在ANGERME（S/mileage）於2015年11月25日發行的精選專輯《S/mileage / ANGERME SELECTION ALBUM 「大器晩成」》，而A面曲《啊 薄野》並沒有收錄於該精選專輯
- 在9月1日於Oricon公信榜单曲週榜取得第5名。

## 收錄內容

### CD（初回生產限定盤A、C、通常盤A）
1. 啊 薄野
（作詞、作曲：淳君　編曲：大久保薫）
2. 地球孕育了今天的愛
（作詞、作曲：淳君　編曲：MEG.ME）
3. 啊 薄野（Instrumental）
4. 地球孕育了今天的愛（Instrumental）

### CD（初回生產限定盤B、D、通常盤B）
1. 地球孕育了今天的愛
2. 啊 薄野！
3. 地球孕育了今天的愛（Instrumental）
4. 啊 薄野（Instrumental）

### DVD（初回生產限定盤A）
1. 啊 薄野（Music Video）

### DVD（初回生產限定盤B）
1. 地球孕育了今天的愛（Music Video）

### DVD（初回生產限定盤C）
1. 啊 薄野（Dance Shot Ver.）
2. 啊 薄野 （Dance Shot Ver. Post Production Comment）

### DVD（初回生產限定盤D）
1. 地球孕育了今天的愛（Dance Shot Ver.）
2. 地球孕育了今天的愛 （Dance Shot Ver. Post Production Comment）

## 外部連結
- S/mileage官方網站（页面存档备份，存于）（日語）
- YouTube上的《 啊 薄野》PV
- YouTube上的《地球孕育了今天的愛》PV